# Garage Fiat
L'ex Garage Fiat è un edificio situato in viale Vittorio Veneto 41 a Siena, nel quartiere San Prospero.

## Storia
Tra l'ottobre 1921 e il settembre 1922 l'architetto senese Bettino Marchetti redige tre differenti progetti per il nuovo fabbricato a uso di autorimessa per la FIAT prospiciente il viale Vittorio Veneto.
Stabilendo fin da principio la necessità di dividere l'edificio in due momenti distinti – con un corpo ed un affaccio principali sul viale, dove ricavare uffici e negozi, e un settore sviluppato sul retro come grande, unico vano di deposito per le autovetture – l'inusuale tipologia del garage viene risolta richiamandosi ai modelli delle stazioni ferroviarie, con un fabbricato centrale elevato su due piani affiancato da due ali ad un solo piano scandite da una serie di arcate ribassate. Tra il corpo principale e le ali, due passaggi laterali, segnalati dalle scritte "FIAT" e "SITA" e da pilastri sporgenti sovrastati da gruppi plastici, immettevano nel grande vano retrostante. La regolare scansione di aperture centinate dei due piani della facciata tergale veniva interrotta nel settore all'estremità, fuori asse di simmetria, dall'inserimento di una sorta di torretta costituita dall'avanzamento di due lesene che, prolungate oltre il livello della copertura, affiancavano il breve attico su cui campeggiava la scritta "FIAT", e al pian terreno il grande fornice architravato di ingresso principale al vano per le autovetture, sovrastato dal finestrone tripartito del primo piano.
Mentre nella seconda soluzione il fronte sul viale viene riproposto con la sola variazione dell'aggiunta di un piano sui corpi laterali, nel progetto definitivo, presentato in data 30 ottobre 1922 e subito approvato, il motivo della torretta veniva trasformato in un unico grande fornice di ingresso chiuso da una cancellata in ferro battuto e trasferito al centro del fronte principale, a sua volta affiancato da due ali scandite da arcate a tutto sesto. Motivi decorativi erano previsti nel fregio sovrastante le ali e, oltre che nella lunetta, nello spazio tra la ghiera dell'arcone centrale e la balaustrata della terrazza di copertura.
Completato nel 1923 apportando piccole variazioni rispetto al progetto, l'edificio venne pubblicizzato come il Grandioso Moderno Garage Fiat San Prospero e mantenne la sua destinazione originaria fino agli anni ottanta. Nel febbraio 1989 venne iniziato un pesante intervento di ristrutturazione su progetto dell'architetto Giuliano Manganelli che ha trasformato l'ex garage in un edificio a uso commerciale e per uffici, terminato nel 1997.

## Descrizione
Il fabbricato sorge lungo il viale di circonvallazione che conduce alla piazza San Domenico scorrendo intorno alla Fortezza Medicea, nel quartiere San Prospero. L'edificio si confronta dunque con la monumentale presenza della fortezza, dalla quale mutua l'uso del paramento in laterizio a vista, e si distingue dalla edilizia circostante per la inconsueta tipologia ed il particolare linguaggio architettonico, in bilico tra neo-medievalismo e liberty.

### Esterno
Di impianto rettangolare, l'edificio si compone di un corpo principale ad un solo piano fuori terra, e di un corpo secondario, elevato su due piani sul retrostante viale Cesare Battisti, destinato in origine al deposito per le autovetture.
Il fronte principale, caratterizzato dalla zoccolatura e da numerosi inserti in travertino, appare impostato in maniera perfettamente simmetrica: alla torretta centrale, nella quale si apre il fornice d'ingresso all'interno di una arcone fortemente strombato, si affiancano le due ali coperte a terrazza ed aperte da finestre centinate alle estremità e da una serie di tre arcate centrali impostate su lesene con capitelli tuscanici in travertino.
Nella forte strombatura dell'arcone d'ingresso, la cui imposta è sottolineata da fasce in travertino, si susseguono cornici in terracotta a modanatura semplice, a palmette e a ovuli, mentre la ghiera in mattoni a vista è delimitata all'esterno da una cornice in travertino ornata di piccole dentellature. Superiormente, un cornicione modanato sempre in travertino sottolinea la balaustrata di chiusura della terrazza superiore, segnata agli spigoli da pilastri in mattoni con cimasa in travertino. La lunetta al di sopra dell'ingresso è occupata da una decorazione pittorica il cui soggetto neo-medievale (la lupa romana inquadrata da due stemmi e sovrastata dallo stendardo di Siena brandito da uno dei gemelli) è risolto con un graficismo di tarda provenienza liberty. Di medesima ispirazione appare la cancellata di chiusura, in ferro battuto, nella quale alla rigida verticalità delle lance si accostano motivi sinuosi e vegetali.
Più uniforme appare la facciata tergale, nella quale la cortina in laterizio si svolge continua, movimentata soltanto dalla diversa tessitura dei mattoni sugli archi delle ampie aperture, nella fascia marcapiano, nella fascia scanalata orizzontale che lega tra loro le grandi finestre del primo piano all'altezza dell'imposta degli archi, infine nel cornicione di coronamento superiore, in leggero aggetto e preceduto dal motivo a dentelli dei mattoni posti per coltello.
I motivi decorativi in mattoni corrono continui anche sulle facciate laterali, dove si evidenzia la diversa caratterizzazione dei due settori costituenti l'edificio, nettamente differenti l'uno dall'altro.
Lo stretto fianco del corpo principale, aperto da due finestre centinate e segnato in alto dal cornicione in travertino, si attesta alla facciata laterale, leggermente avanzata, del secondo settore interamente in laterizio, alleggerita dai motivi decorativi già presenti nella facciata posteriore e da altri motivi sempre ottenuti variando la disposizione del materiale costruttivo, come il lungo inserto di mattoni a dente di sega sotto la fascia marcapiano, di fasce di mattoni in verticale sotto il cornicione e da un fastigio centrale dove presumibilmente dovevano trovare posto, in origine, scritte pubblicitarie o interventi decorativi. Le grandi aperture, sviluppate per l'altezza di due piani interni ricavati con la recente ristrutturazione, sono chiuse da infissi in ferro verniciato, presenti anche nelle arcate del fronte principale.

### Interno
L'interno presenta una veste ristrutturata in modo piuttosto anonimo e una distribuzione degli ambienti completamente trasformata rispetto a quella originaria: oltre al rifacimento delle pavimentazioni, all'abbattimento di tramezzature e alla sostituzione di tutti gli infissi, è stata infatti aumentata la superficie utile ricavando dei piani ammezzati mediante strutture metalliche e prefabbricate e creati nuovi corpi scala.
I vani in cui l'immobile è stato diviso sono occupati da negozi e da uffici privati, con ingresso sia dal viale Vittorio Veneto che dal viale Montesanto; l'ala di destra è per intero adibita a sede di una filiale bancaria, con ingresso dal viale Vittorio Veneto.
Varcata la cancellata d'ingresso, si aprono, sulla destra del piccolo atrio pavimentato in marmo con fascia perimetrale, due porte, la prima di ingresso secondario alla filiale bancaria, la seconda al vano scala di collegamento con il piano inferiore.
Oltre la vetrata di chiusura dell'atrio stesso ci si immette in un ampio vestibolo che in origine disimpegnava i due corpi laterali e che attualmente è collegato al solo corpo di sinistra. Il grande vano, pavimentato in ceramica ed illuminato dalla vetrata di ingresso e dal vetro cemento a chiusura di alcuni settori della copertura inclinata in cemento armato, è occupato al centro da due rampe rettilinee in metallo e granito, di collegamento con il ballatoio superiore in fregio al quale si aprono gli ingressi ad altri vani, ricavati ammezzando il vestibolo stesso con solai prefabbricati.
Allo stesso modo, il piano sottostante è stato realizzato con l'interposizione di strutture metalliche nell'altezza del grande spazio unico posteriore, e risulta distribuito da un corridoio centrale illuminato tramite aperture alle estremità.
I negozi aperti sul viale Cesare Battisti risultano invece indipendenti dal resto dell'edificio, ma raggiungibili dal viale Vittorio Veneto tramite una scalinata esterna in travertino addossata al fianco destro.